# Abu Katur
Abu Katur (arab. أبو قاطور) – miejscowość w Syrii, w muhafazie Hims. W 2004 roku liczyła 1252 mieszkańców.